# Molise Sangiovese
Il Molise Sangiovese è un vino DOC la cui produzione è consentita nelle province di Campobasso e Isernia.

## Caratteristiche organolettiche
- colore: rosso rubino più o meno intenso, talvolta con riflessi violacei
- odore: vinoso, gradevole, caratteristico
- sapore: asciutto, caldo, delicato retrogusto amarognolo

## Produzione
Provincia, stagione, volume in ettolitri
- nessun dato disponibile